# Ginásio Aristeu Favoretto
O Ginásio de Esportes Aristeu Favoretto mais conhecido como Ginásio da Redenção é um ginásio poliesportivo localizado em São Carlos, no Estado de São Paulo.

## História
O ginásio foi viabilizados através de um  Decreto Municipal.
Em 28 de novembro de 2010, o então prefeito Oswaldo Barba, inaugurou os novos vestiários do ginásio que foram totalmente remodelados, e a reforma da cobertura.

### Localização - Região Oeste
- Endereço: Rua Francisco Schiavone, 870 (Jardim Beatriz) – São Carlos–SP
- Dias Úteis: das 8h às 18h
- Estacionamento: Grátis

## Eventos

### Musicais e outros
O ginásio é usado especialmente para os campeonatos de Futsal e Voleibol.

### Esportivos
- De 1984 a 1987 - Campeonato Brasileiro de Voleibol Masculino, pelo Parabola Clube.[2]
- De 1988 a 1991 - Liga Nacional de Voleibol Masculino - ABASC/Tapetes São Carlos na Liga 1988-89
- Em 28 de outubro de 2010 - Realizada a Copa Fut-crianças de Futsal, competição organizada pela Prefeitura em parceria como SESC, nas categorias Dentinho e Fraldinha.